# 委內瑞拉難民危機
委內瑞拉難民危機，也稱為玻利瓦爾流散（英語：Bolivarian diaspora），是美洲最大的難民危機，有數百萬委內瑞拉人在烏戈·查韋斯和尼古拉斯·馬杜羅兩位總統任內向外移民，肇因於玻利瓦爾革命。那是查韋斯和繼任的馬杜羅試圖建立文化和政治霸權，最終導致了玻利瓦爾委內瑞拉危機。這場難民危機已被拿來與古巴流亡潮、敘利亞難民和歐洲移民危機相提並論。該國政府否認了任何難民危機，並聲稱聯合國和其他國家正試圖為干預委內瑞拉內政而辯護。
《新聞周刊》將“玻利瓦爾流散”描述為“大規模逆轉財富”，其中“逆轉”與委內瑞拉在20世紀的高移民率相提並論。最初，上流的委內瑞拉人和學者在查韋斯擔任總統期間移居國外，但隨著該國情況的惡化，中產階級和下層階級的委內瑞拉人也開始離開。由於大量受過教育或有技術能力的移民，造成了國家人才外流。在對該國的反對派政治感到失望之後，反對馬杜羅總統的委內瑞拉人也離開了該國，從而增加了馬杜羅政府的支持率。
在危機期間，經常有人問委內瑞拉人是否想離開自己的祖國，並且在2015年12月的一項調查中，有30％以上的人說他們計劃永久離開委內瑞拉。根據Datincorp的資料，該百分比在次年9月幾乎倍增，有57％的受訪者想離開該國。自從1999年革命開始以來，到了2019年中，委內瑞拉超過400萬人移民，約佔該國人口的13％。聯合國預測，到2019年底，委內瑞拉危機期間將有500萬記錄在冊的移民，超過人口的15％。布魯金斯學會（Brookings Institution）在2018年末進行的一項研究表明，到2019年底，移民人數將達到600萬，約佔委內瑞拉2017年人口的20％。Consultares 21在2019年中進行的一項民意調查估計，多達600萬委內瑞拉人在這個時間點上已經逃離了該國；到2020年的估計表明，委內瑞拉的移民和難民人數已超過600萬。這時敘利亞內戰難民數也是600萬人，敘利亞內戰發生時間早於委內瑞拉危機數年，而且被認為是當時世界上最嚴重的人道災難。